# Leptobrachium
Genre
Synonymes
- Septobrachium Tschudi, 1838
- Nireus Theobald, 1880
- Vibrissaphora Theobald, 1868

Leptobrachium est un genre d'amphibiens de la famille des Megophryidae.

## Répartition
Les 35 espèces de ce genre se rencontrent dans le sud de la République populaire de Chine, en Asie du Sud-Est et en Asie du Sud.

## Liste des espèces
Selon Amphibian Species of the World (19 novembre 2016) :
- Leptobrachium abbotti (Cochran, 1926)
- Leptobrachium ailaonicum (Yang, Chen & Ma, 1983)
- Leptobrachium banae Lathrop, Murphy, Orlov & Ho, 1998
- Leptobrachium bompu Sondhi & Ohler, 2011
- Leptobrachium boringii (Liu, 1945)
- Leptobrachium buchardi Ohler, Teynié & David, 2004
- Leptobrachium chapaense (Bourret, 1937)
- Leptobrachium guangxiense Fei, Mo, Ye & Jiang, 2009
- Leptobrachium gunungense Malkmus, 1996
- Leptobrachium hainanense Ye & Fei, 1993
- Leptobrachium hasseltii Tschudi, 1838
- Leptobrachium hendricksoni Taylor, 1962
- Leptobrachium huashen Fei & Ye, 2005
- Leptobrachium ingeri Hamidy, Matsui, Nishikawa & Belabut, 2012
- Leptobrachium kanowitense Hamidy, Matsui, Nishikawa & Belabut, 2012
- Leptobrachium kantonishikawai Hamidy & Matsui, 2014
- Leptobrachium leishanense (Liu & Hu, 1973)
- Leptobrachium leucops Stuart, Rowley, Tran, Le & Hoang, 2011
- Leptobrachium liui (Pope, 1947)
- Leptobrachium lumadorum Brown, Siler, Diesmos & Alcala, 2010
- Leptobrachium mangyanorum Brown, Siler, Diesmos & Alcala, 2010
- Leptobrachium masatakasatoi Matsui, 2013
- Leptobrachium montanum Fischer, 1885
- Leptobrachium mouhoti Stuart, Sok & Neang, 2006
- Leptobrachium ngoclinhense (Orlov, 2005)
- Leptobrachium nigrops Berry & Hendrickson, 1963
- Leptobrachium promustache (Rao, Wilkinson & Zhang, 2006)
- Leptobrachium pullum (Smith, 1921)
- Leptobrachium rakhinensis Wogan, 2012
- Leptobrachium smithi Matsui, Nabhitabhata & Panha, 1999
- Leptobrachium tagbanorum Brown, Siler, Diesmos & Alcala, 2010
- Leptobrachium tengchongense Yang, Wang, and Chan, 2016
- Leptobrachium waysepuntiense Hamidy & Matsui, 2010
- Leptobrachium xanthops Stuart, Phimmachak, Seateun & Sivongxay, 2012
- Leptobrachium xanthospilum Lathrop, Murphy, Orlov & Ho, 1998

## Publication originale
- Tschudi, 1838 : Classification der Batrachier, mit Berucksichtigung der fossilen Thiere dieser Abtheilung der Reptilien. p. 1-100 (texte intégral).